# Vårdenhet
Vårdenhet är en klinik inom sjukvården, som sysslar med en (eller ibland flera) medicinska specialiteter. Vårdenheter är oftast formellt och ekonomiskt skilda från varandra. Sjukhus består av många vårdenheter, medan vårdcentraler oftast utgör en enda vårdenhet. Exempel på vårdenheter kan vara vårdavdelningar för inneliggande vård, eller mottagningar för öppenvård. 